# Théâtre Morlacchi
Le théâtre Morlacchi (en italien, Teatro Morlacchi), anciennement « Teatro del Verzaro  », est le plus grand théâtre de Pérouse en Italie. Il est ainsi nommé d'après le musicien Francesco Morlacchi.

## Histoire et description
En 1777, les membres de la classe moyenne locale décident de construire un nouveau théâtre en réponse aux nobles qui avaient construit le Théâtre del Pavone. Quatre-vingts familles ont alors formé la « Société pour la construction d'un nouveau théâtre », laquelle a acheté un ancien couvent et a commandé le projet à l'architecte Alessio Lorenzini. Lorenzini a donné à la salle la forme classique d'un fer à cheval et, face au problème de manque d'espace et devant réaliser une loge pour chaque famille, a décidé de mettre en place toute la structure en diagonale et de réduire le hall d'entrée .
Les travaux ont commencé en juin 1778 et pour prendre fin en avril 1780. L'inauguration a eu lieu le 15 août 1781, le théâtre est alors inauguré sous le nom de « Teatro Civico del Verzaro », et il pouvait accueillir 1 200 personnes.
En 1874, le théâtre a été restructuré et modifié par Guglielmo Calderini, qui a donné au théâtre sa structure actuelle ; en même temps il a été redécoré par des artistes comme Francesco Moretti et Mariano Piervittori. À la nouvelle inauguration le théâtre a été renommé d'après le musicien Francesco Morlacchi né à Pérouse.
Les activités du théâtre ont continué jusqu'au début du XXe siècle, mais ont diminué au cours des années du fascisme jusqu'à ce qu'il soit réquisitionné par les Allemands pendant l'occupation de la ville et réservé pour les spectacles pour leurs troupes.  Après la guerre, le théâtre sérieusement endommagé est restauré par la ville qui a financé les travaux entre 1951 et 1953. Elle comprit  la réfection de la toiture et la modification de la scène, de la fosse d'orchestre et des sols en marbre .
Actuellement, le théâtre compte 785 sièges. L'estrade mesure 20 mètres de large sur 10,5 mètres de profondeur. Le proscenium mesure 10,5 mètres de large.

## Bibliografphie
- (it) Giovanna Chiuini, Teatri in città, mutazioni a vista sulla scena urbana in Teatro Morlacchi di Perugia, Pérouse, Futura, 2006
- (it) Fausto Luzi, Il Teatro Morlacchi di Perugia, Pérouse, Porzi, 2006, p. 13